# Elena Gerasimova
Elena Anatol'evna Gerasimova (in russo Елена Анатольевна Герасимова?; Cheboksary, 21 giugno 2004) è una ginnasta russa, campionessa mondiale junior alla trave nel 2019.

## Carriera senior

### 2021
A giugno viene scelta per rappresentare la Russia ai Giochi Olimpici come individualista.
Il 25 luglio prende parte alle Qualifiche, non riuscendo a qualificarsi per alcuna finale.